# Coup d'État du 30 prairial an VII
 (novembre 2024).
Le coup d'État du 30 prairial an VII (18 juin 1799 dans le calendrier grégorien), nommé aussi la revanche des Conseils, est un événement politique de la Révolution française. Il a pour théâtre une lutte d'influence entre les Conseils (Conseil des Cinq-Cents et Conseil des Anciens), chambres législatives du Directoire, et le Directoire lui-même, représentant l'exécutif. Les Directeurs ont mené, selon les Conseils, une politique anti-jacobine, qui leur a notamment fait écarter un certain nombre de militaires de valeur, et a détérioré la situation intérieure et extérieure de la France. L'élection au Directoire de Sieyès, et son entente avec le Directeur Barras permet aux Conseils d'imposer la révocation des trois autres Directeurs conservateurs, et leur remplacement par des figures plus engagées à gauche, les trois nouveaux Directeurs ayant subi chacun les effets du coup d'État du 22 floréal, un an auparavant. La victoire des néo-jacobins est complétée par un remaniement ministériel à leur avantage.

## Origines
Lorsque les nouveaux Conseils de la République se réunissent le 1er prairial an VII (20 mai 1799), la situation militaire et intérieure est très médiocre. Mantoue et Turin ont capitulé tandis que les Russes arrivent dans les Alpes. Dans le pays et plus particulièrement dans le Midi, les royalistes s'agitent et préparent des insurrections afin d'aider l'ennemi.
Les conseils législatifs, où désormais les jacobins dominent, sont exaspérés par les mauvaises nouvelles qui parviennent des armées. Le Conseil des Cinq-Cents exige de la part des directeurs une justification de leur politique et des explications sur ces désastres militaires. Les députés leur reprochent, entre autres, d'avoir révoqué des généraux jacobins tels que Championnet, et de n'avoir pas assez soutenu les jacobins italiens, suisses, allemands. Les néo-jacobins attaquent sans cesse le Directoire, lui demandent de prendre des mesures exceptionnelles de salut public. Des adresses parviennent des départements et réclament le renouvellement du gouvernement. Mais les Directeurs ignorent ces demandes, ce qui accroit la tension entre l'exécutif et le législatif.

## Déroulement

### Les intrigues de Sieyès
Les affrontements débutent véritablement quand Sieyès, nouvellement élu au Directoire, prend ses fonctions le 21 prairial (9 juin). Il partage, dans une certaine mesure, les sentiments des Conseils. Il souhaite se débarrasser de ses collègues les plus conservateurs et modifier la Constitution avec l'aide, au besoin, des généraux jacobins.
Sieyès s'entend avec Barras pour expulser du Directoire leurs collègues Treilhard, Merlin de Douai et La Révellière-Lépeaux. Pour cela ils s'assurent du soutien des députés jacobins menés par Lucien Bonaparte et des directorialistes. De plus Sieyès obtient l'accord de l'armée et en particulier du général Joubert, qu'il considère comme l'« épée » capable de l'aider à renverser le régime. 

### L'exclusion de Treilhard
La crise s'ouvre le 27 prairial (15 juin), lorsque les Conseils constatent que les directeurs n'ont pas répondu à un message qu'ils lui[Qui ?] avaient adressé afin de lui[Qui ?] demander de faire le point sur la situation militaire de la République. Le lendemain, sur proposition de Poullain-Grandprey les Conseils envoient une nouvelle adresse et décident de tenir une séance permanente jusqu'à ce que la réponse leur soit parvenue. Le Directoire répond deux heures plus tard qu'il siège lui-même en séance permanente afin de rédiger la réponse aux Conseils.
Ceux-ci répliquent en appelant les commissions à venir délibérer. Vers 23 heures le député Bergasse monte à la tribune des Cinq-Cents et déclare que l'élection de Treilhard, pourtant vieille de près d'un an, est illégale car il a été élu moins d'une année après la fin de son mandat de député. Treilhard est ainsi exclu du Directoire par les deux Conseils. 
Apprenant cela, La Révellière-Lépeaux conseille à Treilhard de résister, mais celui-ci préfère s'incliner et quitte le Directoire. Barras et Sieyès ne font évidemment rien pour le retenir. 
L'exclusion de Treilhard est surtout une manœuvre habile des Conseils pour éviter un nouveau coup d'État. En effet, un putsch n'aurait été possible qu'avec une majorité d'au minimum trois directeurs, or l'exécutif est désormais coupé en deux avec d'un côté Barras et Sieyès et de l'autre La Révellière et Merlin de Douai.

### Les Conseils attaquent La Révellière et Merlin de Douai
Le lendemain 29 prairial (17 juin), les Cinq-Cents se réunissent pour élire le successeur de Treilhard. Sur la liste proposée figurent pas moins de cinq généraux sur dix comme Masséna, Lefebvre et Moulin. Les Anciens sont toutefois choqués par cette intrusion de l'armée et préfèrent élire Gohier, ancien député jacobin et ministre sous la Convention.
Le jour même, le Directoire envoie un message aux Cinq-Cents dans lequel il proteste de toute volonté de coup d'État et déplore la division qui s'est instaurée entre les pouvoirs exécutif et législatif. Pour lui répondre, le Conseil nomme une commission de onze membres, parmi lesquels de nombreux jacobins. 
Le 30 prairial (18 juin), Bertrand du Calvados dénonce dans un violent discours les Directeurs qui ont maltraité les Conseils lors des deux dernières années, à savoir La Révellière et Merlin : « Vous avez anéanti l'ordre public, vous avez muselé la liberté, persécuté les républicains, brisé toutes les plumes ». Il s'en prend aussi au général Schérer qui a perdu l'Italie. Peu après Boulay de la Meurthe, pourtant modéré, révèle que la veille La Révellière-Lépeaux aurait tenté de s'opposer à une décision des Conseils, réclame la démission des deux directeurs incriminés et soutient qu'ils ont bel et bien projeté un coup de force antijacobin. Sur proposition de Français de Nantes, les députés votent alors une loi selon laquelle « tous ceux qui attenteraient à la souveraineté nationale seraient mis hors la loi. »

### La démission des deux Directeurs
Le jour même, Sieyès et Barras enjoignent à leurs deux collègues de démissionner. Mais ceux-ci résistent et la séance quotidienne du Directoire tourne au règlement de comptes. Barras s'emporte contre Merlin de Douai qui ne cède pas. Jourdan et Boulay viennent supplier Merlin et La Révellière de s'en aller avant que la force armée ne s'en mêle. En effet Joubert, qui vient d'être nommé commandant de la 17e division militaire de Paris, organise quelques mouvements de troupes dans la capitale. Les Anciens envoient quant à eux une délégation de douze députés chargés de demander le retrait des deux Directeurs. Le futur bonapartiste Régnier est à sa tête. 
Finalement Merlin de Douai finit par céder. Apprenant cela, La Révellière-Lépeaux donne aussi sa démission. Le 30 prairial n'est donc pas un coup d'État stricto sensu : les Conseils ont fait pression sur le pouvoir exécutif mais n'ont pas eu à violer la constitution par l'emploi de la force armée. De plus, la constitution aurait dans le pire des cas autorisé les Conseils à décréter d'accusation les Directeurs.

### Élections de Roger-Ducos et de Moulin
Le lendemain 1er messidor (19 juin) les Conseils se réunissent pour élire le remplaçant de Merlin. Sur la liste des candidats on trouve cette fois-ci quatre généraux et deux amiraux. À nouveau, les Anciens préfèrent élire un civil en la personne de Roger Ducos. Le lendemain, pour la succession de La Révellière, ils sont cette fois contraints d'élire un militaire, le politiquement très terne mais jacobin général Moulin. 
Les trois nouveaux Directeurs sont tous d'anciens « floréalisés », preuve de la montée en puissance des néo-jacobins.

## Bilan du 30 prairial

### Victoire de la gauche et des généraux
Le prestige du Directoire sort très diminué de cette crise. L'alliance entre Sieyès et Barras n'a été que de circonstance et les deux hommes ne tardent pas à s'opposer. Chacun développe sa clientèle et l'exécutif se retrouve bientôt à nouveau coupé en deux, avec d'un côté Barras, Moulin et Gohier aux tendances jacobines et de l'autre les « révisionnistes » Sieyès et Roger-Ducos.
Barras, qui n'a pas pu ou voulu se mettre clairement à la tête de la gauche jacobine dans le bras de fer avec les deux directeurs accusés, perd en influence et devient la cible aussi bien des modérés que de la gauche. Au sein de l'armée, il ne peut plus compter que sur Bernadotte qu'il fait entrer au gouvernement.
Les Conseils gagnent en autorité après cette journée du 30 prairial an VII (18 juin) qui est restée purement parlementaire. Toutefois les généraux sortent aussi grandis de cette crise : Bernadotte est nommé ministre de la Guerre, Joubert prend la tête de l'armée d'Italie. Championnet triomphe : il est libéré de toute poursuite et retrouve presque aussitôt un commandement. Les commissaires civils chargés d'encadrer les généraux sont supprimés quelques semaines plus tard, au grand bonheur des officiers.

### Les remaniements ministériels
Le ministère est lui aussi reconstitué. François de Neufchâteau perd l'Intérieur au profit de Quinette et Duval cède la Police à Bourguignon. Le ministre de la Guerre Milet de Mureau, suspecté de royalisme, est remplacé par le jacobin Bernadotte, choisi par Barras. Le 2 thermidor (20 juillet), Talleyrand préfère donner sa démission au profit de Charles-Frédéric Reinhard, un homme de Sieyès. Cambacérès, qui a un temps été pressenti au Directoire, obtient quant à lui le ministère de la Justice.
L'inattendu est le retour de l'ancien membre du Comité de salut public Robert Lindet, nommé ministre des Finances. Enfin le 12 thermidor (30 juillet) Bourdon de Vatry est fait ministre de la Marine.